# Agente de negocios
Antiguamente, un agente de negocios era el que en la corte y ciudades donde residen las audiencias se halla dedicado a practicar las diligencias conducentes en los pleitos y otros asuntos ajenos, como pretensiones de empleos, expedientes, etc., en virtud de orden, aviso o poder de los interesados. Llámase solicitador en las leyes recopiladas. 
El agente de negocios no se ha de confundir con el administrador voluntario o negotiorum gestor, pues éste toma los negocios de otro sin tener poder al efecto y aquel no los toma sino en virtud de orden expresa; ni con el mandatario propiamente, pues éste, según la acepción usual de la voz es el que se encarga solo accidentalmentede los negocios de otro, al paso que aquel se encarga de ellos por profesión y presta sus servicios a todos los que quieren valerse de él; ni en fin, con el procurador, pues este ejerce su oficio en virtud de real título cerca de los tribunales, y aquel no puede presentar peticiones en juicio ni hacer otras gestiones judiciales sino solo nombrar, teniendo poder de la parte, procurador que la defienda en el pleito. Sus deberes y derechos son los mismos que los del Mandatario. 
Sin duda, antiguamente era libre el oficio de agentes pues en 20 de junio de 1625 se mandó que todos los solicitadores y agentes de negocios que había en la corte se registrasen en la escribanía de gobierno del supremo consejo, declarando el lugar de su naturaleza, el motivo de la salida de sus tierras, el tiempo que hacía estaban en la corte, la clase de negocios en que entendían, el salario que llevaban y los tribunales en que asistían, bajo la pena de privación de oficio y de cuatro años de destierro de la corle a cinco leguas á la redonda. Mas en 10 de enero de 1707 (ley 2 de d. tit. 20, lib. 4, Nov. Recop.) se ordenó que sin especial real título no pudiese haber agentes ni solicitadores de pleitos, pretensiones y negocios pues que debían ser personas conocidas, por los evidentes perjuicios y daños que resultaban al público en común y a los individuos en particular. Sin embargo de esta disposición, vemos que en el día todos los que quieren se dedican sin liabas al oficio de agentes y se anuncian como tales.

## Sinónimos
Gestor Administrativo.
Desde Finales de la Edad Media y principios de la Edad Moderna (finales del siglo XV) existe la figura de una persona que se dedicaba a practicar diligencias y otros trámites en juicios y asuntos administrativos. A esta figura se la conocía primero como Solicitador y posteriormente como Agente de Negocios.
En la actualidad , en el año 1933 se aprobó un Decreto (Gaceta de Madrid n.º 333 de 29-11-1933, páginas 1.324-1.328) donde se regula la actividad de los Gestores Administrativos.
Posteriormente, en el año 1952 se aprueba la Orden del Ministerio de Comercio de 17 de marzo de 1952, por la que se dictan las normas para la celebración de los exámenes de suficiencia para el ingreso en los Colegios de Gestores Administrativos.
El 1 de marzo de 1963 se aprueba el por Decreto 424/1963 que configura el Estatuto Orgánico de la Profesión de Gestor Administrativo.
En 1998 se aprueba el Real Decreto 2532/1998, de 27 de noviembre, que cambia el Reglamento Regulador del Ejercicio Personal de la Profesión de Gestor Administrativo, a través del que permite a los gestores administrativos asociarse con otros gestores administrativos y crea la colegiación única para todo el territorio español, sin necesidad de estar colegiado en más de un territorio en caso de ejercer en diversos territorios.
En el campo del asesoramiento fiscal, laboral y contable es un profesional que tiene una titulación y ha superado unas pruebas. Además tiene algunas funciones casi exclusivas, en virtud de convenios con la Dirección General de Tráfico y otras instituciones.